# Вулиця у Венеції
Вулиця у Венеції — тема декількох картин та малюнків американського художника Джона Сінгера Сарджента (1856—1925).
Сарджент перебував у Європі разом з батьками, що були американцями-космополітами і роками подорожували Європою. Мати непогано малювала як художник-аматор і залучала сина до малювання. З планом навчання у місті Флоренція не вийшло, і Сарджент перебрався у Париж з надією вивчати твори західноєвропейських майстрів минулого і новітні течії. Столиця Франції була місцем навчання декількох художників зі Сполучених Штатів. Так, Томас Ікінс та Джуліан Олден Вейр навчалися в майстерні французького художника Жана-Леона Жерома, а Ікінс виробився у досить самостійну художню особистість серед американських митців.
Париж викував і художню особистість Сарджента, манера якого була настояна на досягненнях Дієго Веласкеса (котрий став авторитетом для багатьох художників Франції, не минаючи і Едуара Мане) та на досягненнях французьких імпресіоністів. З деякими з них Сарджент зустрічався і був знайомим з Деґа, з Клодом Моне, зі скульптором Роденом.

## Опис картини
.

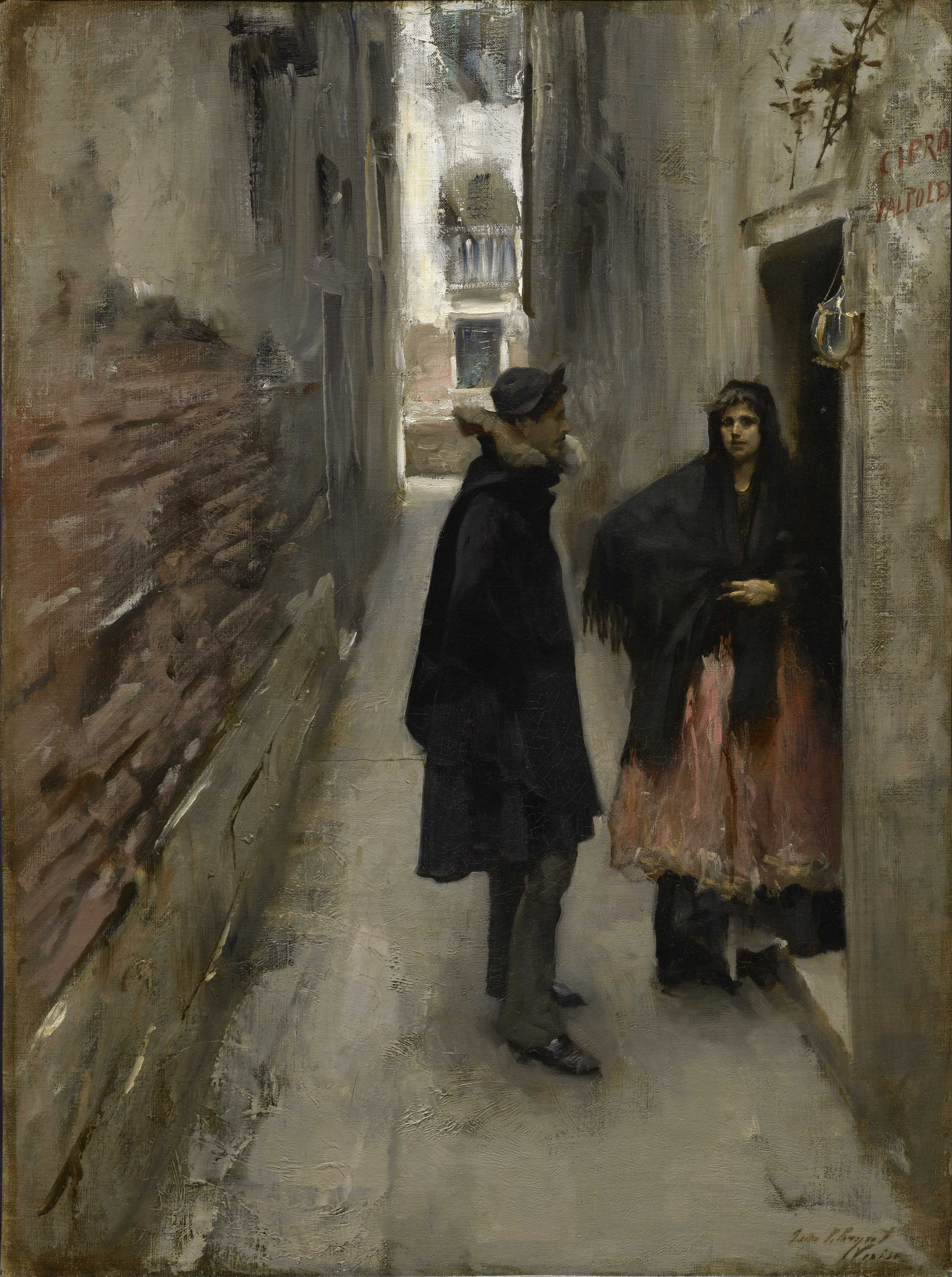
Сарджент. Самостійний варіант «Вулиці у Венеції», Художній інститут Кларка

Спостереження за вуличним життям у великих містах Італії і Франції і спонукало художника до розробки подібної тематики у малюнках та живопису. В одному з варіантів (зберігається в Художньому інституті Кларка) переважають формальні пошуки — художника привабила занадто вузька вуличка старовинного міста зі стрімко збігаючими у глибину лініями самої вулички і цегли обдертої, пожованої, пошкодженої часом і вологою стіни. Жанрова сцена спокійна — неквапливо ведуть бесіду якийсь молодик з жінкою. Колорит стриманий, а сірі і сближені тони фарб добре відтворюють сумну атмосферу бідняцького району.
Зовсім іншим постає варіант з міста Вашингтон. Тут ширша улиця і більше персонажів, але веселіше не стало. Бо запанувала саме пригнічена атмосфера околиці міста з її брудом, бідністю, людською самотністю, відчуженням один від одного. По вулиці досить стрімко проходить молода жінка, навмисне опустивши очі, аби не дати привіду для зачіпань чи грубих натяків. Вулиці міст у 19 ст. часто ставали місцем полювання на жінок легкої поведінки. Молода жінка на картині не хоче спілкування з випадковими перехожими, щільно кутає плечі в чорну накидку, мерзнучі і від вологи, і від холоду небажаних для неї стосунків, і від розчарування в них. Подібну сценку можна було бачити в якому завгодно тогочасному західноєвропейському місті — Парижі, Відні, Варшаві, Петербурзі, Лондоні. Бо місто позбавлене як рослинності, так і ясних індивідуальних ознак, що допомогли б розпізнати конкретне місто. І лише назва конкретизує ситуцію — Венеція. Картина стала ще одним полотном на тему щімливої людської самотності, незахищеності. Твір Сарджента продовжив тему виснажливої спустошеності, бездуховного існування людей в містах, яскравий зразок якого подав Едґар Деґа ще у 1876 р. в картині «Абсент».

## Походження
Вулиця у Венеції вперше була виставлена в 1882 році в галереї Жоржа Петі в Парижі. Його придбала Елізабет Ченлер із Бостона в 1888 році, яка передала його американському архітектору Стенфорду Уайту в обмін на професійні послуги. У 1962 році картина була придбана Національною галереєю мистецтв у Вашингтоні, де вона знаходиться в постійній експозиції.